# Yucatán
Yucatán (phát âm tiếng Tây Ban Nha: [ɟ͡ʝukaˈtan] ⓘ), chính thức là Tiểu bang Tự do và có Chủ quyền Yucatán (tiếng Tây Ban Nha: Estado Libre y Soberano de Yucatán), là một trong 31 tiểu bang, cùng với thành phố México, tạo nên 32 chủ thể liên bang của México. Nó được chia thành 106 municipio (hạt), với thành phố thủ phủ là Mérida.
Bang Yucatán tọa lạc ở miền Đông Nam México, ở miền bắc của bán đảo Yucatán, tiếp giáp với bang Campeche về phía tây nam và Quintana Roo về phía đông nam, hướng ra vịnh Mexico ngoài khơi bờ biển phía bắc.
Trước khi người Tây Ban Nha đến bán đảo Yucatán, tên của vùng này là el Mayab. Trong tiếng Maya Yucatec, "ma' ya'ab" có nghĩa là "một ít", và đây cũng là nguồn của từ "Maya". Đây từng là một khu vực rất quan trọng với nền văn minh Maya, mà đã đạt đỉnh cao phát triển tại đây, nơi người Maya thiết lập các thành phố Chichen Itza, Izamal, Motul, Mayapan, Ek' Balam và Ichcaanzihóo (còn gọi là T'ho), nay là Mérida.
Sau sự độc lập và tan vỡ của đế quốc México năm 1823, đệ nhất Cộng hòa Yucatán được thành lập, nhưng đó tự nguyên sáp nhập vào cộng hòa Liên bang các Tiểu bang México Liên hiệp ngày 21 tháng 12 năm 1823. Sau đó vào ngày 16 tháng 3 năm 1841, do kết quả của sự xung đột văn hóa và chính trị, Yucatán lại tuyên bố độc lập khỏi México để tạo ra nước cộng hòa Yucatán thứ hai, nhưng rồi vào ngày 14 tháng 7 năm 1848, Yucatán tái gia nhập México.
Ngày nay, Yucatán là một trong các tiểu bang an toàn nhất México và Mérida được trao giải Thành phố Hòa bình năm 2011.